# Mariano Bombarda
Mariano Bombarda (Cadice, 10 settembre 1972) è un allenatore di calcio ed ex calciatore spagnolo, di ruolo attaccante.

## Carriera
Durante la sua carriera veste le casacche di Assen, Groningen, Metz, Willem II, Feyenoord e Tenerife. Vanta 240 presenze e 99 reti in Eredivisie e 13 incontri e 3 gol nelle competizioni calcistiche europee. Con il Willem II, il 20 ottobre 1999 nella sfida di Champions contro lo Sparta Praga (3-4), realizza la rete iniziale dopo appena 28 secondi, realizzando il decimo gol più veloce nella storia della competizione.